# 島地川ダム
島地川ダム（しまじがわダム）は、山口県周南市（旧・新南陽市）高瀬地先、一級水系佐波川水系島地川本川に建設されたダムである。

## 沿革
山口県の中央部を流れる佐波川には、本川上流部の山口市徳地野谷（旧・佐波郡徳地町）に1956年（昭和31年）に完成した佐波川ダムがあり、本川の治水を担っていたが、佐波川水系においては山口市徳地堀で合流する支流の島地川から本川のピーク流量に匹敵する流入があり、治水面ではある程度の効用は発揮されていたものの、まだ十分とは言い難い状況であった。
佐波川は河口から約10kmの区間が直轄管理区間であったが、1966年（昭和41年）に河川法が施行されると、佐波川は一級水系に指定され、当時の佐波郡徳地町堀より下流までに大臣直轄管理区間が延伸された。これを踏まえ、建設省中国地方建設局（現・国土交通省中国地方整備局）は佐波川本川の抜本的治水対策を目的として『佐波川総合開発事業』を策定し、その根幹事業として島地川ダムは1972年（昭和47年）特定多目的ダム法に基づく多目的ダムとして計画され、同年島地川ダム調査事務所を設置、事業に着手した。

## 概要
島地川ダムは建設に伴い9戸が水没する事となったが、1975年（昭和50年）までには補償基準が妥結され用地買収も完了した。1978年（昭和53年）に本体打設に着手、1980年（昭和55年）には本体打設が完了し、翌1981年に竣工した。型式は重力式コンクリートダム、高さは当初88.0mとして計画されたが、後に1.0m高くなり89.0mとなった。
目的は島地川・佐波川下流域の洪水調節、佐野堰地点における既得水利権分の用水補給・島地川の流水機能維持を目的とする不特定利水、防府市・周南市・山口市（旧徳地町地域）への上水道・工業用水道供給である。なお工業用水道に関しては、山口県企業局が当時の新南陽市・徳山市西部への工業用水道である富田（とんだ）・夜市川（やじがわ）工業用水道の水源として島地川ダムを利用し、下流において取水した水は和田分水を通じて山口県営ダムである川上ダム（富田川）に送水され、当該地域に供給されている。
- 島地川ダムの高瀬湖と桜

## 世界初のRCD工法
本体の建設にあたっては、以後のダム建設の合理化を視野に入れ、世界で初めて本体施工にRCD工法の本格採用に踏み切ったことが特筆される。RCD (Roller Compacted Dam-Concrete) 工法とは、セメント量を少なくした超硬練りのコンクリートをブルドーザーで敷きならし、上から振動ローラーで締め固めることによってコンクリートの打設を行う工法であり、それまでの現場配合コンクリートをケーブルクレーン等で現場内運搬し、バイブレーターで締め固める工法に比べて大量打設が可能になり、施工性が飛躍的に向上するとともに、ブルドーザー・振動ローラーといった汎用建設機械を使用することでダム建設専用の機械を持ち込む必要が少なくなり、ダム建設コストの縮減にも寄与する工法である。
RCD工法は大川ダム（阿賀野川本川・建設省北陸地方建設局。福島県南会津郡下郷町）の仮締め切り部・マット部などで試験施工され、島地川ダムの本体施工に導入された。島地川ダムがRCD工法の第一号に選定された理由としては、
- 建設省の想定していた、堤高が80m・堤体積40万m3 のダムに近かったこと
- 管理の簡素化を図るためにゲートレス構造になることが決まっており、堤体構造が比較的シンプルだったこと
- 地形が急峻であり、ケーブルクレーンを使った従来工法を採用することが困難だったこと

などが挙げられる。

## ダム周辺
- 国道376号 - ダム堤体上を通過している